# Indijanska zima
Indijanska zima je roman avtorja Marjana Rožanca iz leta 1989, ki govori o življenju Friderika Ireneja Barage, s poudarkom na obdobju, v katerem je ta sprejel obe najpomembnejši življenjski odločitvi: za duhovniški poklic in za misijonarstvo med severnoameriškimi Indijanci.

## Vsebina
Friderik in zaročenka Anita Dolinar – ljubkovalno Netti – na Dunaju obiščeta patra Klemena Dvoržaka Hofbauerja, ker bi se Friderik rad spovedal. Med pogovorom pa pride do spoznanja, da ga Bog kliče v duhovniški poklic, zato z Netti razdreta zaroko. Netti kljub žalosti njegovo odločitev spoštuje in kmalu Friderik že daruje prvo sveto mašo. 
Postavljen je za kaplana v Šmartnem pri Kranju, kjer v cerkvi začne s prenovami in naročili umetniških del. Ljudi spodbuja k spovedi, saj se zaveda dragocenosti neumrljive človeške duše, in oznanja evangelij. Zahaja v spore z župnikom, ker kljub zakonski prepovedi ustanavlja bratovščine, okoliški duhovniki pa ga imajo celo za zmešanega. Zaradi obtožnice obišče škofa Antona Alojzija Wolfa in mu razkrije svojo željo oditi na misijon v Severno Ameriko. Škof presodi, da je njegova želja pravoverna in koristna, zato mu napiše priporočilo. Pred odhodom mora Friderik poravnati dolgove, ki jih je ustvaril s prenovo cerkve. Ker ne premore drugega kot lastne obleke, dolg poravna njegova sestra Antonija. 
Na morju doživi vihar, na poti do glavne misijonske postojanke pa najde mrtvega misijonarja. Ob prihodu v Arbre Croche ugotovi, da imajo tamkajšnji kristjani le malo stikov s poganskimi Indijanci. Sam gre živet prav mednje, saj meni, da bo s svojim zglednim življenjem najlažje spreobrnil še tako zapite in trdovratne "divjake". Da bi rešil njihove duše, jim pridiga in s svojim zgledom kaže krščansko življenje. V plemenu pa doživlja celo nekakšno obliko erotike zaradi ene od Indijank. Ob koncu se mu na misijonu pridruži Antonija in obišče ga škof Edvard Fenwick. Ugotovi, da je ostal sam, bralcu pa ostane vprašanje zveličanja.

## O romanu
Zaradi omenjene erotike, so o romanu nastala močno nasprotujoča si mnenja in kritike.
- Milena Blažič. Markan Rožanc: Indijanska zima. Literatura. 1/4 (1989). 234–35.
- Petra Kmet. Ljubezen v delih Marjana Rožanca: Diplomska naloga. Ljubljana: [FFUL], 2008.
- Edvard Kovač. Rožančevo srečanje s svetnikom: Ob izidu romana Indijanska zima. 2000: Revija za krščanstvo in kulturo. 46–47 (1989). 236–66.
- Edvard Kovač. Med Claudelom in Rožancem. Družina: Slovenski katoliški tednik. 1989. 14.
- Milan Markelj. Indijanska zima. Dolenjski list. 40/20 (1989). 13.
- Denis Poniž. Marjan Rožanc: Indijanska zima (Indian Winter). Le livre slovène: bulletin d'information de l'Association des écrivains slovènes, du PEN slovène et de l'Association des traducteurs littéraires de Slovénie, Yugoslavie. 1990. 134.
- Božo Rustja. Popačen Baragov duhovniški lik: Ob Indijanski zimi Marjana Rožanca. Družina: Slovenski katoliški tednik. 26/27 (1989). 11.
- Jože Zdravec. Knjižna ponudba Slovenske matice: Naši osrednji kulturniki z novimi spoznanji. Družina: Slovenski katoliški tednik. 22 (1989). 6.